# Saxifraga longifolia
Saxifraga longifolia, también conocida como corona de rey o Altamira, es una especie de planta fanerógama perteneciente a la familia Saxifragaceae autóctona del Pirineo y Prepirineo calcáreo, a donde llegó durante las primeras glaciaciones hace un millón de años. Se distribuye por Europa y África.

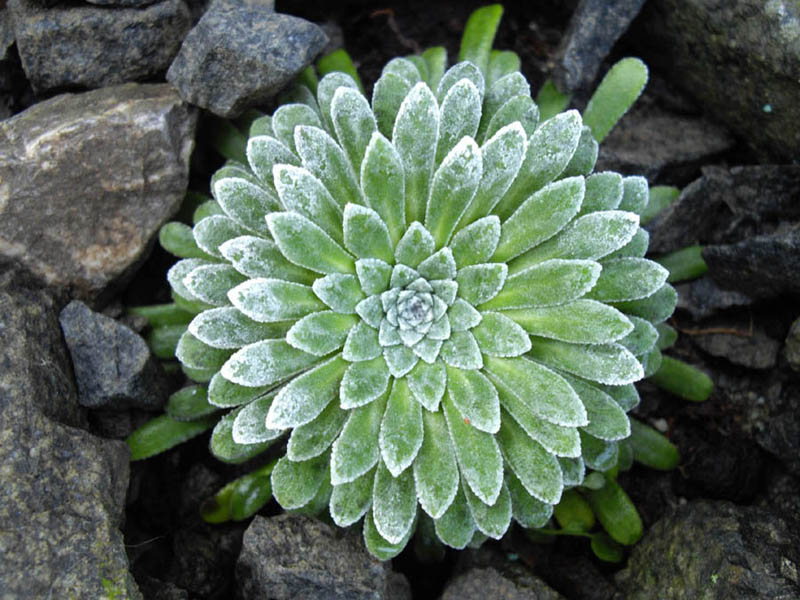
Detalle de la roseta de hojas

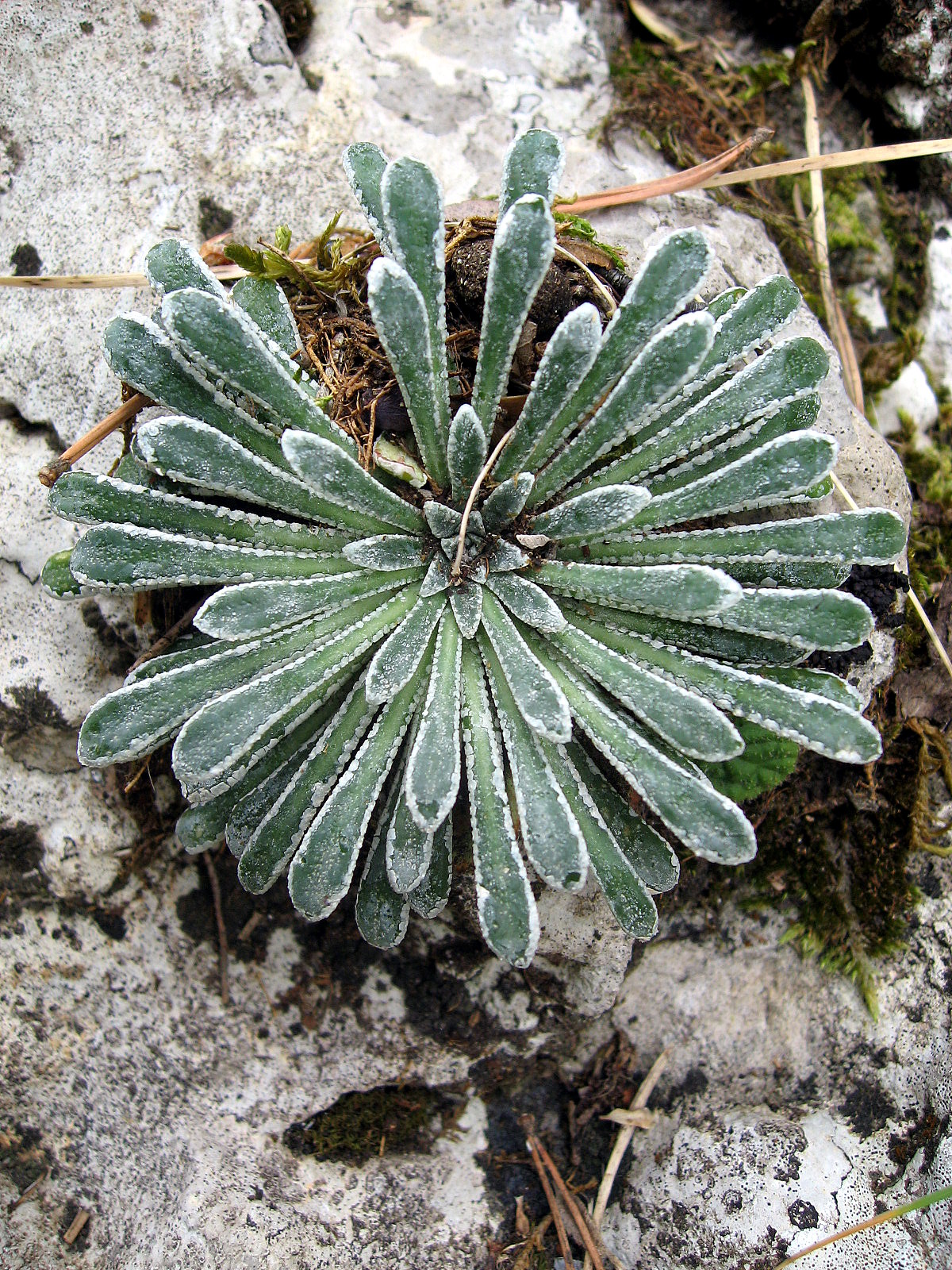
En su hábitat

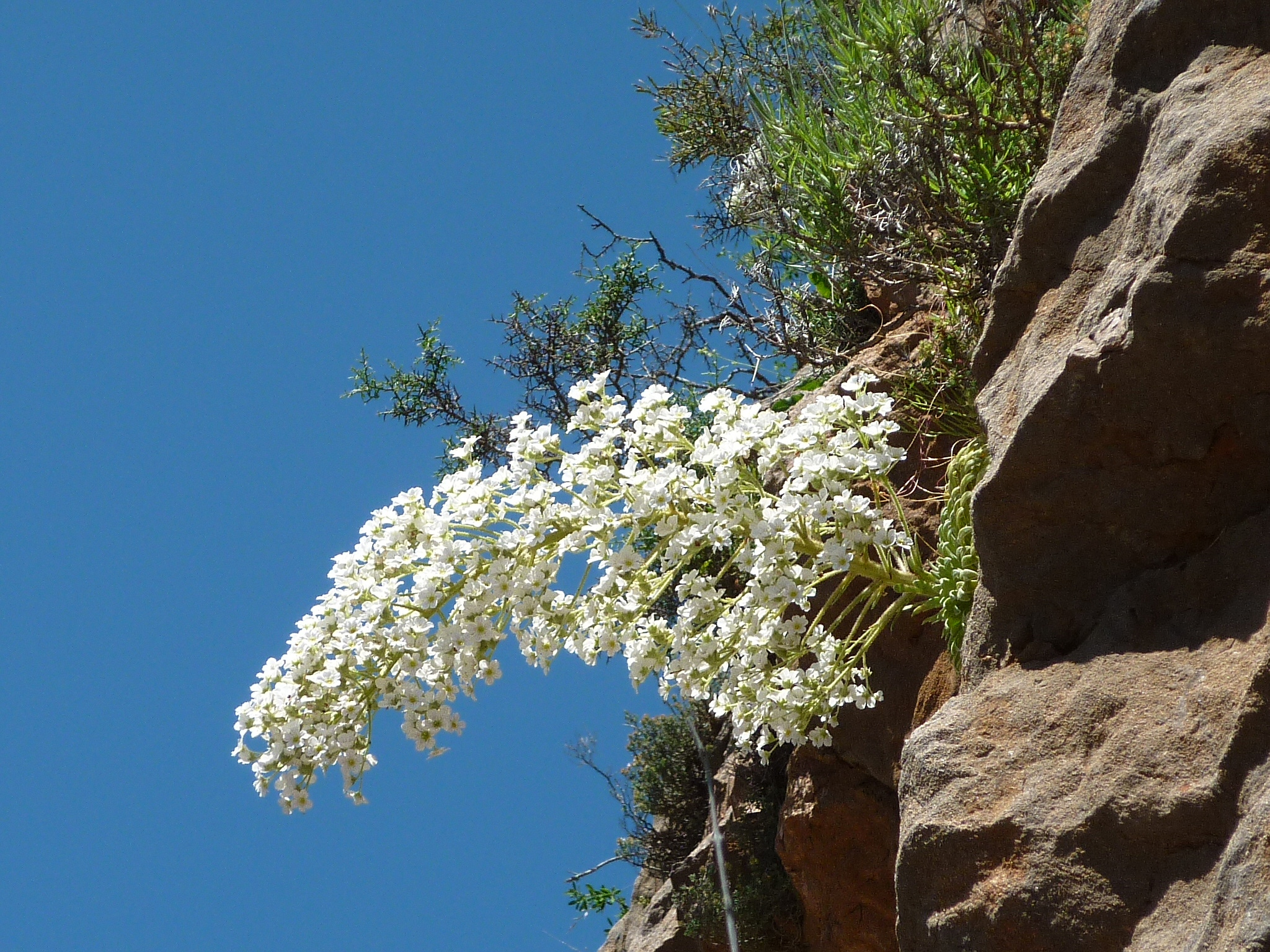
Inflorescencia

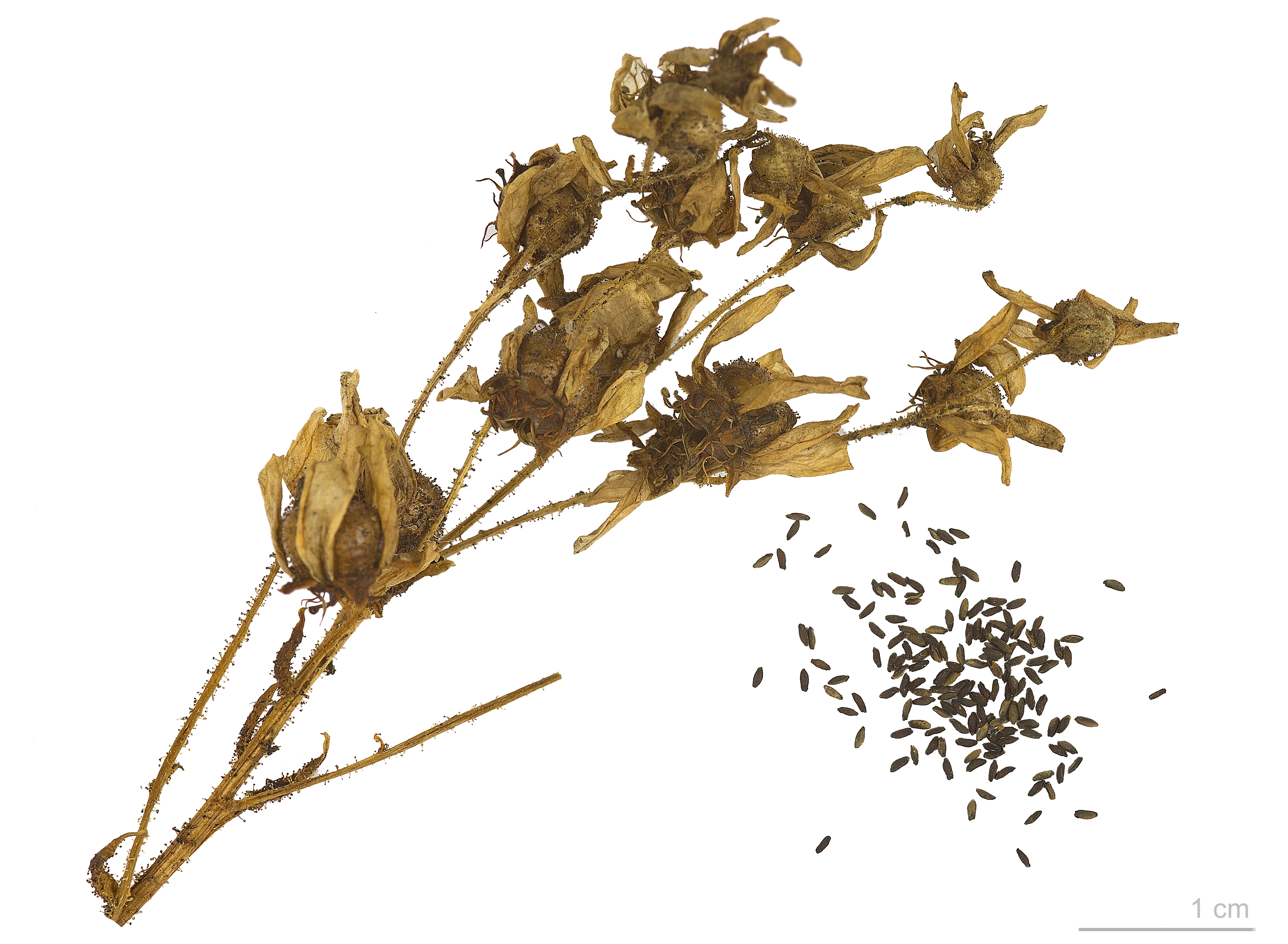
Saxifraga longifolia - MHNT

## Descripción
Es una planta perenne, compuesta por una gran roseta solitaria de hojas grisáceas lineales y espatuladas que mide entre 20 y 55 cm, careciendo casi por completo de tallo. Suele vivir incrustada en la fisuras y roquedos caliza y florece una vez en la vida con una vara de inflorescencias piramidales de más de 500 flores blancas moteadas en rojo de unos 9 a 11 mm. Florece entre los meses de mayo y agosto, floración tras la que la planta muere. Se extiende en altitudes de entre 500 y 2.500 m s. n. m.

## Propiedades
Su principal propiedad medicinal es la de ser un eficaz abortivo. Por ello se considera una planta muy peligrosa, pudiendo provocar incluso la muerte si las cantidades ingeridas son elevadas o si nuestro organismo se encuentra particularmente débil. La corona de rey es un remedio popular por los pastores en los partos difíciles del ganado, por sus propiedades abortivas.

## Taxonomía
Saxifraga longifolia fue descrita por Philippe-Isidore Picot de Lapeyrouse y publicado en Figures de la Flore des Pyrénées 26. t. 11. 1801.
Citología
Número de cromosomas de Saxifraga longifolia (Fam. Saxifragaceae) y táxones infraespecíficos: n=14
Etimología
Saxifraga: nombre genérico que viene del latín saxum, ("piedra") y frangere, ("romper, quebrar"). Estas plantas se llaman así por su capacidad, según los antiguos, de romper las piedras con sus fuertes raíces. Así lo afirmaba Plinio, por ejemplo.
longifolia: epíteto latino que significa "con grandes hojas".
Sinonimia
- Chondrosea longifolia (Lapeyr.) Haw.	[4]

Híbridos
- Saxifraga x calabrica
- Saxifraga x lhommei
- Saxifraga x superba

Cultivares
- Saxifraga 'Cecil Davies'
- Saxifraga 'Dr Ramsey'
- Saxifraga 'Francis Cade'
- Saxifraga 'Knebworth'	?
- Saxifraga 'Kober Type'	?
- Saxifraga 'Mount Usher'
- Saxifraga 'Prolifera'
- Saxifraga 'Tumbling Waters'
- Saxifraga 'Walpole's Variety'	?

## Nombre común
- Castellano: abortacabras, altamira, coda de borrega, corona de rey, gallo, onosma, quebranta piedras, quebranta-piedras, saxifraga.[5]